# Fundación Pablo Iglesias
La Fundación Pablo Iglesias es una institución cultural española destinada a divulgar el pensamiento socialista, creada en 1926 por distintos miembros de la Unión General de Trabajadores. Está vinculada a este sindicato y al PSOE.

## Historia
Su creación coincidió con el primer aniversario de la muerte de Pablo Iglesias, fundador de las organizaciones socialistas españolas. Durante la dictadura franquista sus fondos documentales, archivos y demás material se trasladaron fundamentalmente a Francia donde estaban exiliados sus directivos, y en menor medida sus fondos se dispersaron por otros países como el Reino Unido, México y Argentina. Tras el final de la dictadura en 1977 retornó a España y fue progresivamente recuperando el material.
Desarrolla su trabajo mediante actividades culturales (conferencias y cursos, exposiciones); seminarios internacionales fundamentalmente en países de habla hispana; una editorial, que publica revistas de contenido cultural y libros de política, ciencias sociales, economía e historia; un centro de documentación, donde se encuentran un archivo con más de dos millones de documentos de la historia del PSOE, la UGT y las Juventudes Socialistas de España] y de otras organizaciones como la Unión Sindical Obrera, Comisiones Obreras, Juventudes Socialistas Unificadas, Liga Comunista Revolucionaria y de varios dirigentes históricos de la izquierda española como Indalecio Prieto, Largo Caballero, Luis Araquistáin, Tomás Meabe y el propio Pablo Iglesias, entre otros; un fondo fotográfico; un fondo de carteles históricos, destacando los relacionados con la guerra civil española; una biblioteca con más de cincuenta mil volúmenes y una hemeroteca con más de ocho mil ejemplares de prensa periódica. Desde 2013 su Archivo y Biblioteca se ubica en el complejo de la Universidad de Alcalá denominado Archivos del Movimiento Obrero, junto con la Fundación Francisco Largo Caballero y la Fundación Indalecio Prieto.
En marzo de 2020 es nombrado presidente de la fundación Santos Cerdán, sustituyendo a Beatriz Corredor cuando esta asumió la presidencia del grupo Red Eléctrica de España.
En enero de 2022 la Comisión Ejecutiva Federal del PSOE propone como presidenta a la exministra de sanidad María Luisa Carcedo.
El 21 de marzo de 2022 el Patronato de la fundación nombra presidenta a la exministra de sanidad María Luisa Carcedo.

## Patronato
- Presidenta:  María Luisa Carcedo
- Secretario: Francisco Martín Aguirre